# Strömlingsmarkt

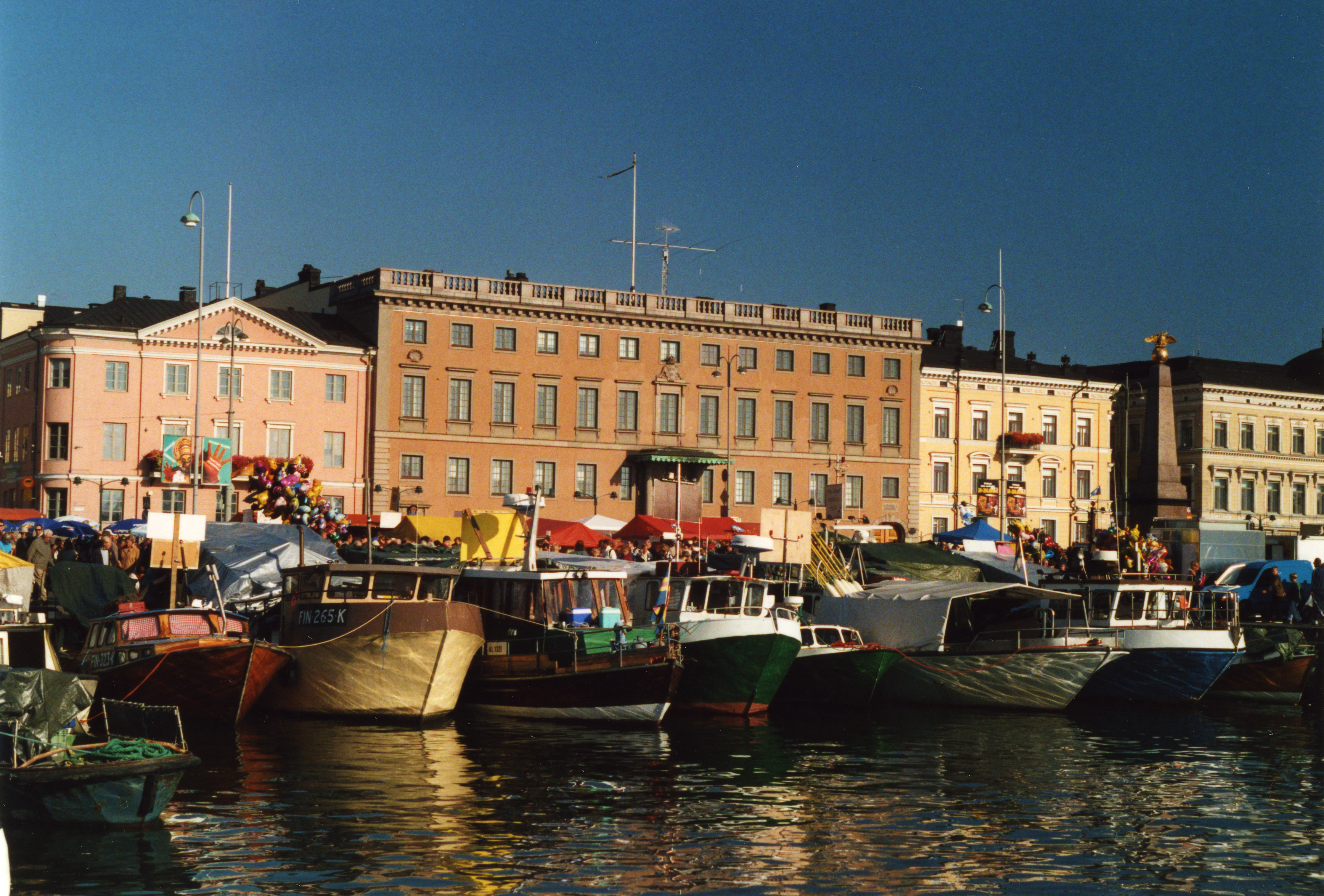
Strömlingsmarkt, 2001

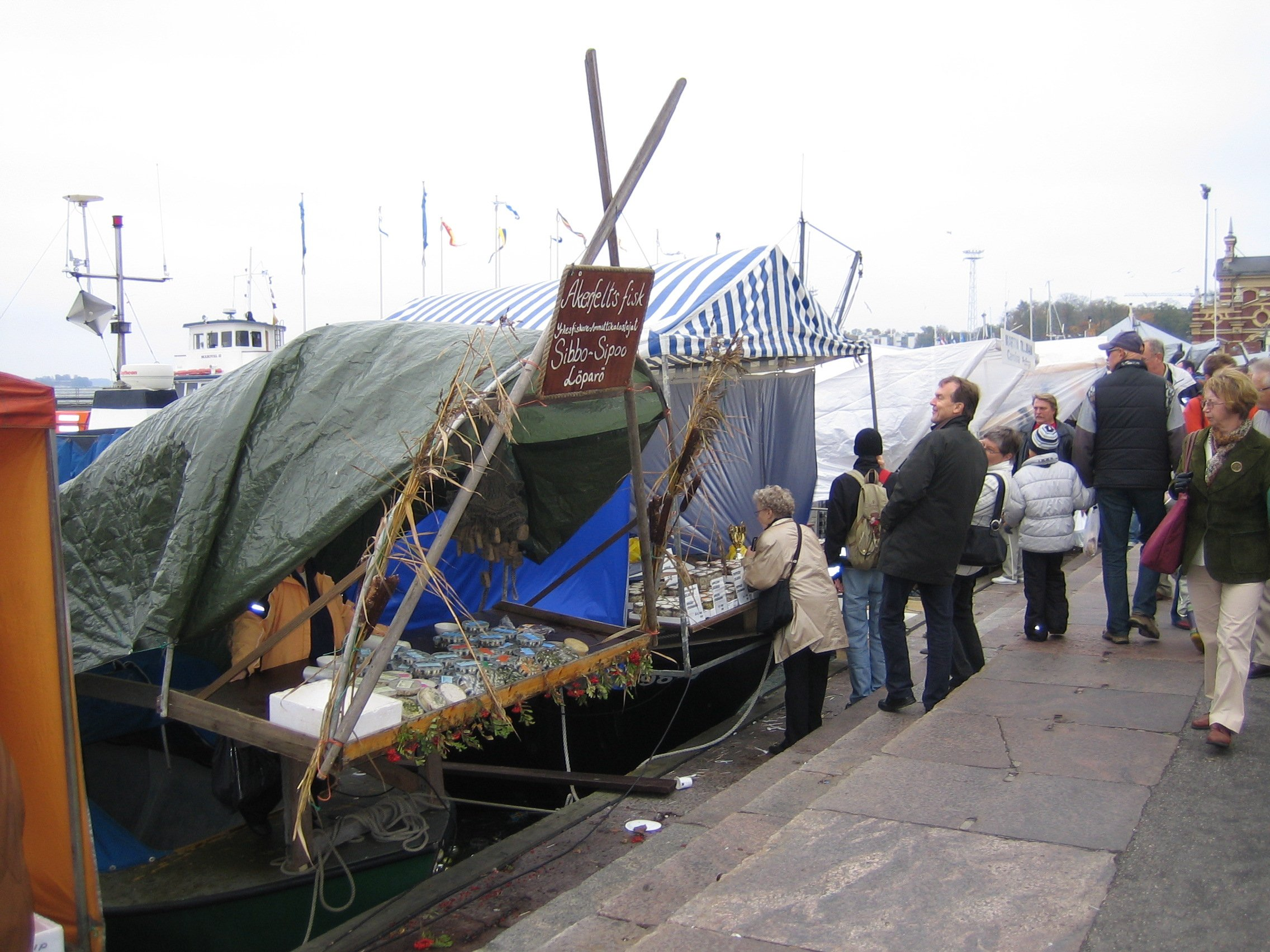
Marktszene 2007

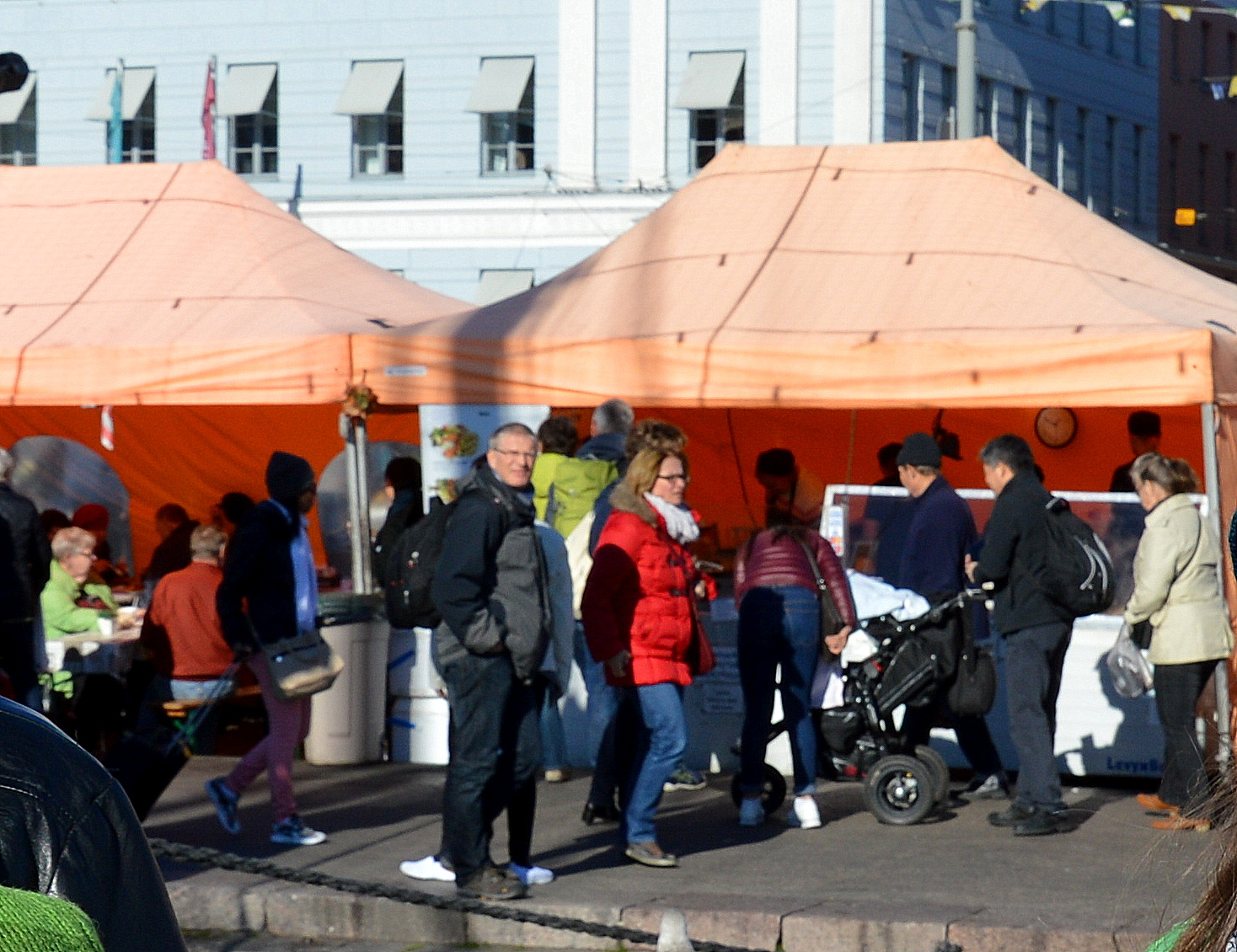
2016

Der Strömlingsmarkt (finnisch Stadin silakkamarkkinat, schwedisch strömmingsmarknad), auch als Heringsmarkt bezeichnet, ist ein traditioneller Markt in der finnischen Hauptstadt Helsinki.

## Marktplatz
Der Markt findet im Stadtzentrum auf dem Marktplatz Kauppatori unmittelbar am Hafen Helsinkis statt. Südlich grenzt das Hafenbecken Eteläsatama an, nördlich wird das Gebiet des Marktes von der Straße Pohjoisesplanadi tangiert. Nördlich befindet sich das Präsidentenpalais sowie das Oberste Gericht Finnlands.

## Angebot und Geschichte
Der Markt findet einmal jährlich Anfang Oktober statt. Wichtigstes Handelsgut sind Fische, die von Fischern von den Küsten Finnlands, Estlands und insbesondere auch den finnischen Ålandinseln angeboten werden. Darunter vor allem auch Strömlinge, woraus der Name des Marktes resultiert, aber auch Sprotten und Neunaugen. Darüber hinaus sind auch schwarzes Brot, handgesponnene Wolle und Wollprodukte typische Waren.
Der Markt wird bereits seit dem Jahr 1743 abgehalten und gilt damit als älteste Veranstaltung Helsinkis. Er dauert eine Woche und wird jährlich von mehr als 50.000 Menschen (Stand 2016) besucht.